# 科尔马-贝格
科尔马-贝格（德语、法语：Colmar-Berg）是卢森堡中部的一个市镇和小镇，属于梅尔施县。科尔马-贝格位于阿泰尔河与阿尔泽特河交汇处。 
在1991年3月25日之前，该市镇简称为“贝格”（Berg）。

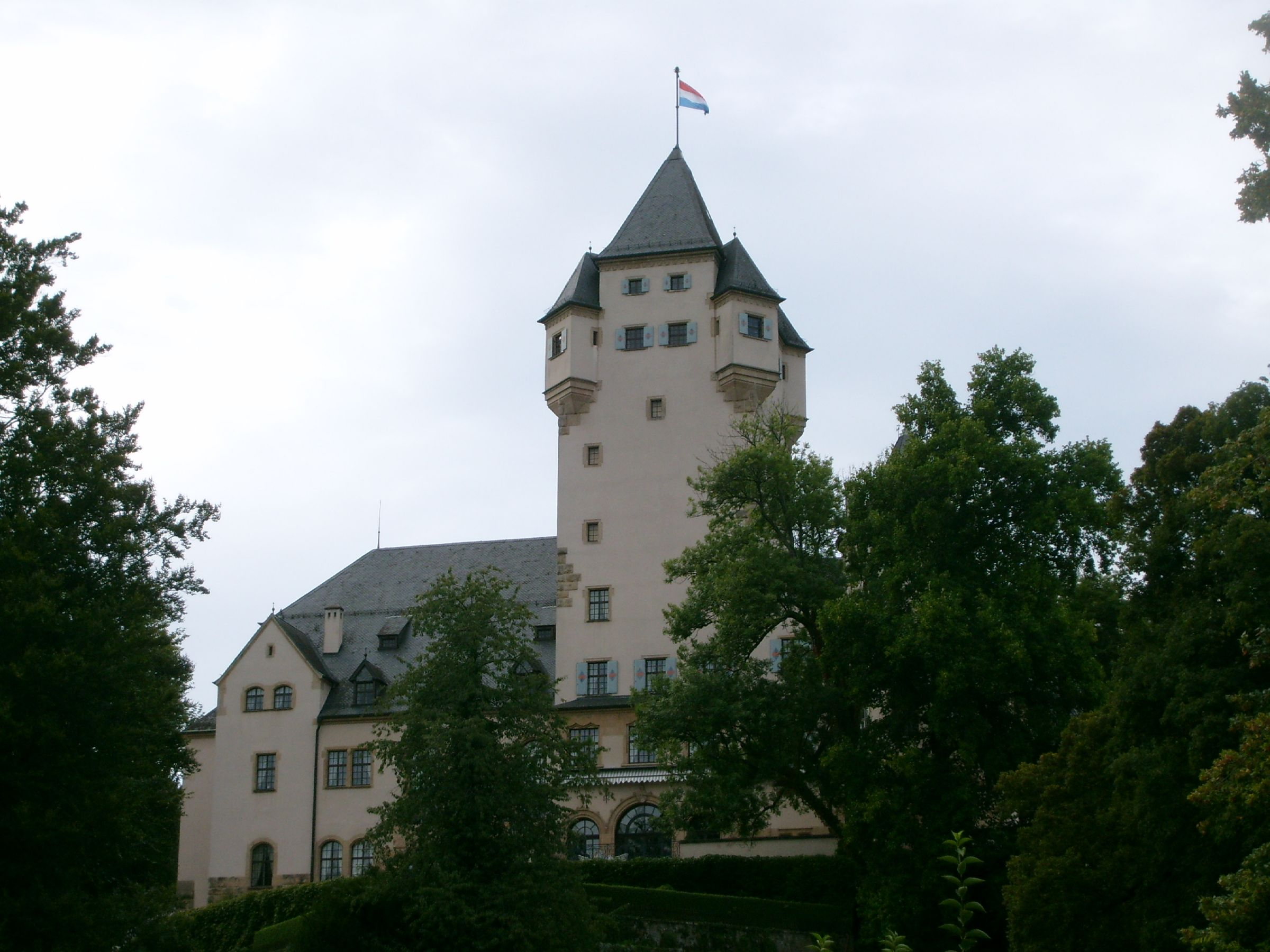
大公城堡